# Leucangium
Leucangium es un género de hongos ascomicetos. El género fue circunscrito por el micólogo francés Lucien Quélet en 1883. El género incluye dos especies, Leucangium ophthalmosporum Quél. y L. carthusianum (Tul. & C. Tul.) Paol.